# Strenquels
Strenquels é uma comuna francesa na região administrativa de Occitânia, no departamento de Lot. Estende-se por uma área de 9,01 km². Em 2010 a comuna tinha 274 habitantes (densidade: 30,4 hab./km²).